# Canto in lingua dei segni

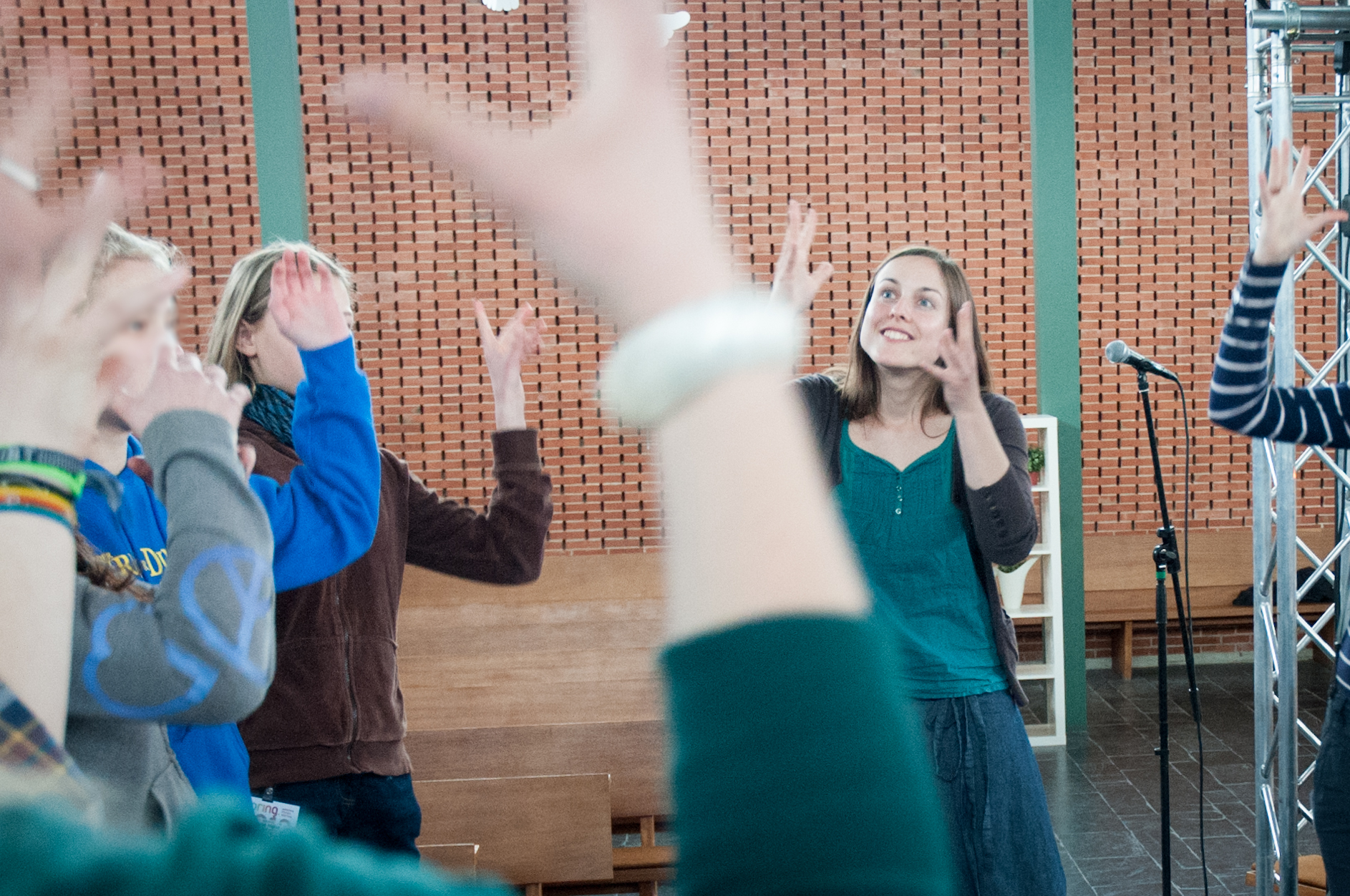
Coro che canta in lingua dei segni

Il canto nella lingua dei segni, o canto-segnato, consiste nell'utilizzo del proprio corpo per esprimere in maniera artistica il testo di una canzone usando la lingua dei segni.
Solitamente l'esecutore accompagna una canzone eseguendone una versione in lingua dei segni. Mentre con il canto sonoro si utilizzano note e toni per esprimersi, questa tipologia si basa sulle mani, sul corpo e sulle espressioni facciali dell'esecutore.
Il crescente interesse per il fenomeno, non solo all'interno della comunità sorda, ha spinto alla creazione di interi cori che si esibiscono in lingua dei segni. Con l'avvento di questa tipologia di canto, diverse competizioni musicali si sono adattate per consentire anche l'esibizione di canzoni in lingua dei segni; tra gli eventi più celebri troviamo il National Signing Choir Competition, nel Regno Unito, ed il Festival di Sanremo in Italia.

## Storia

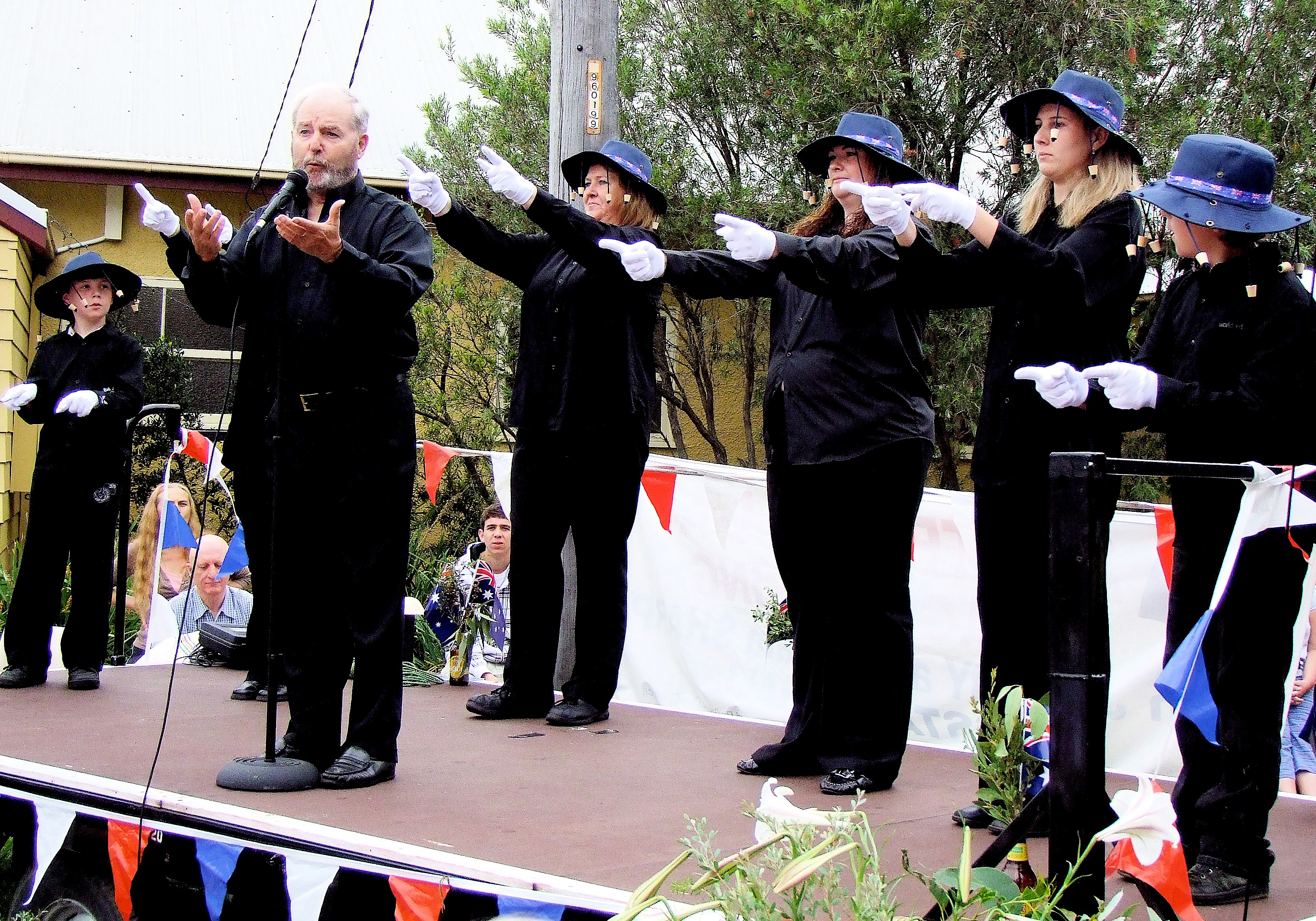
Coro in lingua dei segni che accompagna un cantante

Negli Stati Uniti, attorno alla metà degli anni '70, all'interno delle scuole per sordi si formarono i primi cori per cantare nella lingua dei segni americana, gruppi che emersero però solo vent'anni dopo.
Nella stessa epoca, la comunità sorda europea prese ispirazione da quanto veniva praticato dall'altra parte dell'Atlantico, riunendosi così nei primi cori in lingua dei segni in Svizzera e Baviera.

## Percezione delle canzoni
Le persone sorde sono in grado di percepire la musica delle canzoni attraverso le vibrazioni da essa prodotte.
Testo delle canzoni ed effetti canori, che non sono percettibili dalle persone con disabilità uditive, vengono sostituiti da movimenti artistici del corpo che trasmettono emozioni, e una traduzione in lingua dei segni segnata attraverso le mani.